# 萧同兹
蕭同茲（1895年11月4日—1973年11月11日）原名異，字同茲，以字行，號涵虛，湖南省常寧人，中國國民黨中央常務委員會委員、中國國民黨中央評議委員會委員、中央通訊社創社社社長。育有一子蕭孟能。

## 生平

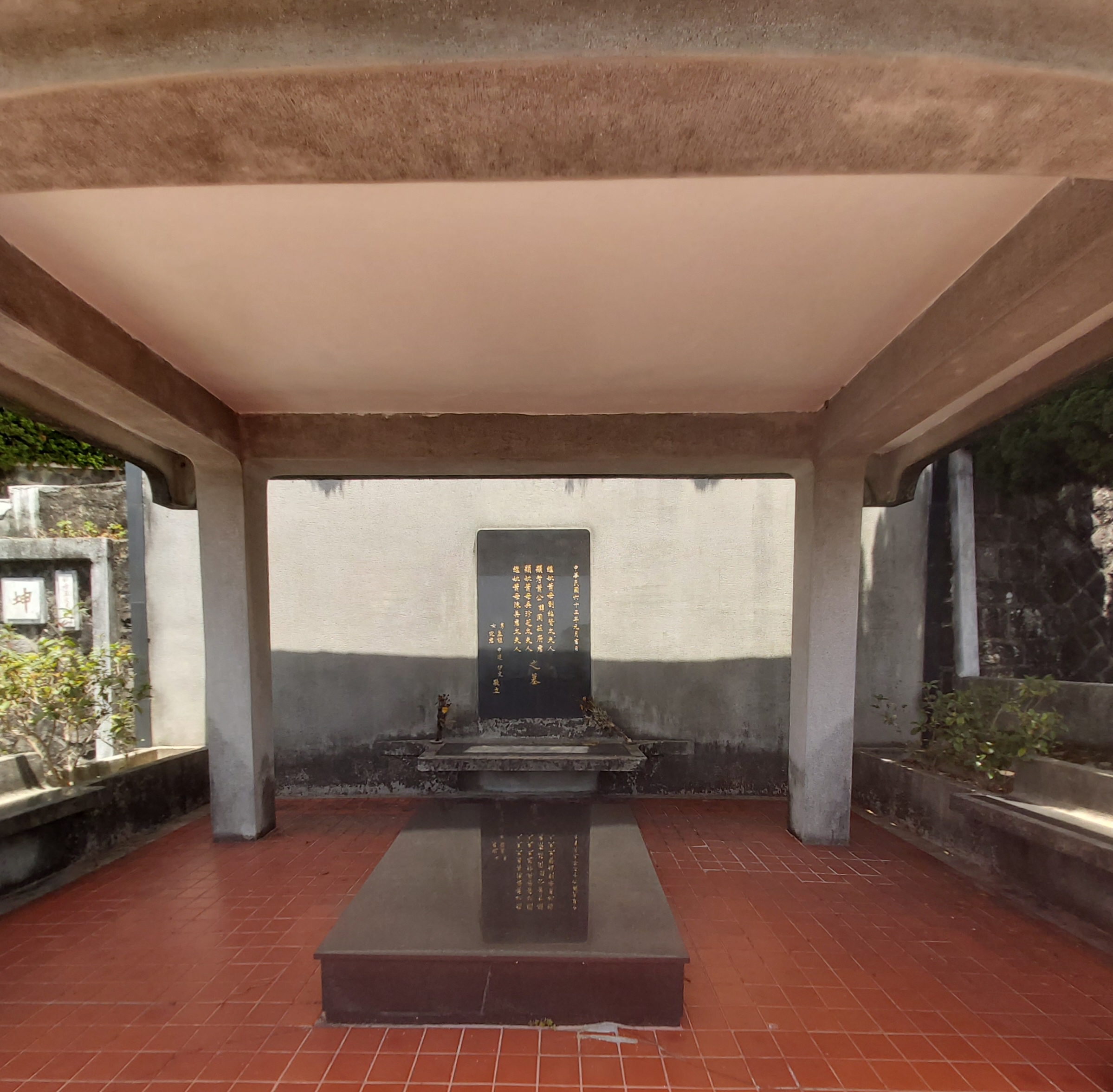
蕭同茲與三名妻室於臺北市北投區陽明山第一公墓的墓園

1895年11月4日，蕭同茲生於湖南常寧縣。1911年，從衡郡聯合中學畢業，1917年，從湖南省立甲種工業學校機械科畢業並在湖南電燈公司任職，就讀湖南省立甲種工業學校期間加入中華革命黨。1918年，赴天津市，在法國投資的永和機械廠擔任設計師。1920年冬，和黃愛、庞人铨兩人密切合作，參加湖南勞工運動。1922年秋，擔任湖南省立乙種工業學校數學教師。1923年9月，被譚延闓聘為湖南討賊軍總司令部行政委員。
1924年，追隨孫文，加入中國國民黨。1928年，擔任國民黨中央宣傳部秘書。自1932年起任中國國民黨中央通訊社總社管理委員會主任委員一職約20年，同年與陳再君(約1912-1960年10月7日)結婚。1935年12月，在國民黨五屆一中全會上當選為中央委員，後當選為中國國民黨中央執行委員、常委。
抗日戰爭時期，蕭同茲在重慶國民政府時期當選為全國新聞聯合會主席。1949年4月前往臺灣，先後擔任國民黨中央通訊社總社管理委員會主任委員、中國國民黨中央評議委員、總統府國策顧問等職。1964年12月21日，卸任後由曾虛白接任。晚年曾任臺北市報業評議委員會主任委員、世界新聞專科學校董事長、復興劇藝實驗學校董事長。
1973年11月11日晚上10點15分，蕭同茲在臺北市寓所水晶大廈(1970年11月10日開工興建，1972年12月22日竣工)十一樓病逝，享壽78歲。現設有蕭同茲先生新聞獎學金、蕭同茲先生文化基金會。1974年，楊英風創作蕭同茲銅像。2009年9月1日，中央通訊社舉行蕭同茲銅像安座揭幕儀式，蕭同茲的孫女蕭近仁及其夫婿周其新一家人共同為蕭同茲銅像揭幕。

## 外部連結
- 從毛澤東与蕭同茲乾杯想到的 （页面存档备份，存于）
- 蕭同茲先生新聞獎學金設置辦法[永久]